# Rampton (Nottinghamshire)
Rampton – wieś w Anglii, w hrabstwie Nottinghamshire, w dystrykcie Bassetlaw. Leży 45 km na północny wschód od miasta Nottingham i 204 km na północ od Londynu. Miejscowość liczy 1269 mieszkańców.